# Benny Lennartsson
Kurt Ernst Benny Lennartsson (Örebro, 14 dicembre 1942) è un allenatore di calcio ed ex calciatore svedese, di ruolo centrocampista.

## Carriera

### Giocatore

#### Club
Nella sua carriera da calciatore, Lennartsson vestì le maglie di Örebro, Fulham e Monthey.

### Allenatore
Proprio al Monthey, Lennartsson cominciò la sua carriera da allenatore. Guidò poi lo Örebro e lo IFK Sundsvall. Dal 1980 al 1985 fu commissario tecnico della Svezia under 21 e, dal 1985 al 1988, della Svezia olimpica. Fu poi tecnico dei norvegesi del Viking: con questa squadra, vinse la Coppa di Norvegia 1988 e il campionato 1991. Fu poi l'allenatore del Forward, dei danesi del Lyngby (con cui vinse il titolo di allenatore dell'anno), degli inglesi del Bristol City, per poi tornare al Viking e vincere la Coppa di Norvegia 2001. Nel 2003 guidò il Viborg e nel 2007 lo Start.

## Palmarès

### Allenatore

#### Club
- Coppa di Norvegia: 2

Viking: 1989, 2001
- Campionato norvegese: 1

Viking: 1991

#### Individuale
- Allenatore dell'anno del campionato norvegese: 2

1991, 2000
- Allenatore dell'anno del campionato danese: 1

1998